# Dickie Jones
Richard Percy "Dickie" (eller "Dick") Jones, född 25 februari 1927 i Snyder, Texas, död 7 juli 2014 i Northridge, Kalifornien, var en amerikansk skådespelare som framförallt är känd för den engelska rösten till dockan Pinocchio i disneyfilmen Pinocchio från 1940.